# Chaco-Lanzenotter
Die Chaco-Lanzenotter (Bothrops diporus) ist eine Schlangenart aus der Unterfamilie der Grubenottern. Sie bewohnt große Teile des zentralen Südens Südamerikas. Die Tiere besiedeln dort ein weites Spektrum mäßig feuchter bis trockener Lebensräume wie den Gran Chaco, feuchtes Palmen-Grasland, subtropische Laubwälder, Araucarien-Wälder und die Pampa. Die Art wurde bis vor einigen Jahren zum sogenannten "Bothrops neuwiedi-Komplex" gestellt und erst im Jahr 2004 wieder als eigene Art von Bothrops neuwiedi abgetrennt. 

## Beschreibung

### Körperbau
Die Chaco-Lanzenotter ist eine relativ kleine, recht schlanke Amerikanische Lanzenotter, der breite Kopf ist wie bei allen Arten der Gattung deutlich vom Hals abgesetzt. Die Tiere haben meist Gesamtlängen von 60 bis 70 cm, maximal bis 110 cm.

### Beschuppung
Die Art zeigt 5 bis 11, meist 8 gekielte Intersupraocularia. Die Anzahl der Supralabialia beträgt 6 bis 11, meist 8, die Zahl der Infralabialia 7 bis 13, meist 11. Die Anzahl der Bauchschuppen (Ventralschilde) variiert zwischen 166 und 187 bei Männchen und 173 bis 189 bei Weibchen, die Zahl der geteilten Subcaudalia zwischen 44 und 59 bei Männchen und 38 bis 56 bei Weibchen. Die Anzahl der dorsalen Schuppenreihen in der Körpermitte beträgt zwischen 20 und 29, meist sind es 25.

### Färbung
Die Grundfarbe der Oberseite ist mittel- bis dunkelbraun. Die Rumpfoberseite zeigt auf beiden Seiten des Rückens 10 bis 28, meist 21, weiß umrandete, dunkelbraune bis schwarze, trapezförmige oder annähernd dreieckige Zeichnungen, deren breite und nach unten offene Basis zum Bauch zeigt. Die Zeichnungen können auf der Rückenmitte mit den Spitzen aufeinanderstoßen, so dass der Rücken eine sehr auffallende X-Zeichnung zeigt, oder teilweise oder völlig gegeneinander versetzt sein. An jede der beiden basalen Ausformungen dieser Zeichnungselemente grenzen zwei ovale oder runde Flecken, die an den Rückenseiten eine Fleckenreihe bilden. Gelegentlich ist an der Grenze zum Bauch zusätzlich eine Reihe brauner Flecken vorhanden. 
Die Bauchseite ist blass weißlich und weniger stark gefleckt als bei anderen Arten des Bothrops-neuwiedi-Komplexes. Sie zeigt unregelmäßige graue Flecken, die manchmal miteinander verbunden sind und dann Querstreifen bilden. Bei Jungtieren ist das Schwanzende weiß.
Der Oberkopf zeigt immer mehr oder weniger symmetrisch angeordnete, dunkle Punkte oder Flecken, diese sind weiß gerandet und sauber begrenzt. Dazu gehören im Normalfall ein Fleck auf dem Maul zwischen den Canthalia, häufig ein Punkt- oder Fleckenpaar in der Nähe der Supraocularia und ein Fleckenpaar in der Schläfenregion. Bei den meisten Individuen ist das hinterste Fleckenpaar des Oberkopfes vorn miteinander verschmolzen und zum Nacken hin streifenförmig ausgezogen. Ein auffallender dunkelbrauner Streifen (Postokularstreifen) zieht sich vom Auge bis zum Mundwinkel. Dieser Streifen kann nach unten durch einen blassen Bereich begrenzt sein. Der Bereich des Canthus ist meist blass hellbraun und ungezeichnet. Die Supralabialia sind ungezeichnet oder haben große dunkle Flecken, die dann mehr als die Hälfte der Supralabialia abdecken. Der größte dieser Flecken ist direkt unter dem Auge. Gelegentlich bedecken diese Flecken alle vorderen Supralabialia, so dass diese vorn dunkel und hinten hell sind. Die Iris ist bronze- oder hell goldfarben. Die Zunge ist rosagrau.

## Systematik
Die Art wurde nach der Erstbeschreibung bis vor einigen Jahren als eine der bis zu 12 anerkannten Unterarten von Bothrops neuwiedi oder als Teil des "Bothrops neuwiedi-Komplexes" betrachtet und erst im Jahr 2004 von da Silva anhand morphologischer Merkmale als eine von insgesamt 7 Arten wieder von Bothrops neuwiedi abgetrennt.

## Verbreitung und Lebensraum
Das relativ große Verbreitungsgebiet der Art erstreckt sich über große Teile des zentralen Südens Südamerikas. Es umfasst den Südwesten Brasiliens, das südliche Paraguay und das nördliche bis mittlere Argentinien. Die Tiere bewohnen dort ein weites Spektrum mäßig feuchter bis trockener Lebensräume wie den Gran Chaco, feuchtes Palmen-Grasland, subtropische Laubwälder, Araucarien-Wälder und die Pampa.

## Lebensweise
Die Art ist wie fast alle Arten der Gattung weitgehend nachtaktiv und lebt überwiegend auf dem Boden. Im Norden Argentiniens ist die jahreszeitliche Aktivität im Herbst am größten und im Winter und zeitigen Frühjahr am geringsten. Angaben zur Ernährung liegen bisher kaum vor, in den Mägen von 11 wahrscheinlich der Chaco-Lanzenotter zuzuordnenden Individuen aus dem Nordosten Argentiniens wurden drei Arten aus der Gattung der Echten Pfeiffrösche (Leptodactylus) sowie unbestimmte Nagetiere gefunden. Daten zur Fortpflanzung sind bisher ebenfalls kaum vorhanden; 4 im Nordosten Argentiniens gefangene Weibchen enthielten 13, 19, 20 und 22 Embryos.

## Gift
Die Toxingemische der Grubenottern sind die mit Abstand komplexesten natürlichen Gifte. Sie enthalten eine Mischung von Enzymen, niedermolekularen Polypeptiden, Metallionen und anderen, in ihrer Funktion bisher kaum verstandenen Komponenten. Entsprechend vielfältig sind die Wirkungen dieser Gifte. Das Gift der Chaco-Lanzenotter verursacht wie das vieler andere Arten der Gattung Bothrops eine ganze Reihe von Symptomen, dabei wird zwischen lokalen und den ganzen Körper betreffenden (systemischen) Symptomen unterschieden. 

### Lokale Wirkungen
Typische lokale Symptome sind in erster Linie starke Schmerzen, Rötungen und Schwellungen, die sich sehr schnell auf die gesamte gebissene Gliedmaße und den benachbarten Rumpf ausdehnen, sowie kleine oder große Blasen, die klare oder blutig-seröse Flüssigkeit enthalten. Häufig entstehen Nekrosen, insbesondere des Muskelgewebes. 

### Systemische Wirkungen
Das Gift wirkt hämolytisch (rote Blutkörperchen zersetzend) und durch Metalloproteinasen hämorrhagisch (Blutgefäße zerstörend). Das Gift verursacht durch thrombinähnliche Enzyme eine Veränderung der Blutgerinnungsvorstufe Fibrinogen und hierdurch eine pathologische Aktivierung der Blutgerinnung. Dies führt über weitere Schritte zum schnellen Verbrauch der Gerinnungsfaktoren und wirkt daher gerinnungshemmend. Im Ergebnis ist nun keine normale Blutgerinnung mehr möglich. Das Syndrom wird als Disseminierte intravasale Koagulopathie (DIC) bezeichnet. Die Patienten bluten aus der Bissstelle, aus noch nicht verheilten Narben, Mückenstichen und Mundschleimhäuten und es kommt zu inneren Blutungen.

### Epidemiologie
Da die Art erst im Jahr 2004 wieder aus dem B. neuwiedi-Komplex als eigene Art abgetrennt wurde, liegen zur Epidemiologie nur wenige Angaben vor. In Argentinien ist die Art jedoch die mit Abstand medizinisch relevanteste Schlange, von 500 Bissunfällen pro Jahr in den Jahren 1960–1975 wurden 80 % der Chaco-Lanzenotter zugeschrieben. Tödliche Vergiftungen sind jedoch offenbar relativ selten.

## Gefährdung
Die Art hat ein relativ großes Verbreitungsgebiet und ist dort zum Teil häufig; sie wird von Campbell und Lamar daher nicht als gefährdet betrachtet. Die Chaco-Lanzenotter wird von der IUCN nicht gelistet.